# Burkettsville
Burkettsville è un villaggio degli Stati Uniti d'America, situato nello stato dell'Ohio, diviso tra la contea di Mercer e la contea di Darke.